# Dipartimento per lo sviluppo e la competitività del turismo
Il Dipartimento per lo sviluppo e la competitività del turismo, o semplicemente Dipartimento per il Turismo, è stato un dipartimento, spesso retto da un sottosegretario o da un ministro senza portafoglio, presso la Presidenza del Consiglio dei ministri, organo del Governo italiano.

## Storia
Il Dipartimento è stato l'erede del Ministero del turismo e dello spettacolo, istituito con la legge del 31 luglio 1959 n. 617, e soppresso in seguito al referendum popolare del 15 aprile 1993. Sulla base della consultazione le competenze del dicastero furono devolute, in larga parte, al Ministero per i beni culturali e ambientali, all'allora Ministero dell'industria e del commercio (oggi confluito nel Ministero dello sviluppo economico), alle Regioni e, le competenze residue, ossia di promozione del paese a livello internazionale, alla Presidenza del Consiglio dei ministri.
Nel 2006, col Governo Prodi II, le competenze vennero riorganizzate, attribuendole alla Presidenza del Consiglio, in seno alla quale venne creato il Dipartimento. In quel governo al Dipartimento era delegato il Vicepresidente del Consiglio Francesco Rutelli, il quale ricopriva anche la carica di Ministro dei Beni e le Attività Culturali. Nel Governo Berlusconi IV la competenza sul dipartimento viene dapprima delegata alla sottosegretaria Michela Vittoria Brambilla; poi l'8 maggio 2009 la stessa Brambilla viene nominata Ministro senza portafoglio con delega al Turismo, e quindi conserva la guida politica del Dipartimento.
Nel 2012 il Governo Monti soppresse il Dipartimento, trasferendone le competenze all'Ufficio per le politiche del turismo, incardinato presso il nuovo Dipartimento per gli affari regionali, il turismo e lo sport. Nel 2013 il governo Letta ha previsto che le competenze in materia di turismo vengano trasferite al Ministero dei beni e delle attività culturali e del turismo.

## Funzioni
Il Dipartimento esercitava compiti di elaborazione degli indirizzi generali, dei principi e degli obiettivi per la valorizzazione e lo sviluppo competitivo del sistema turistico nazionale; iniziative di incentivazione in favore del settore turistico, programmazione e gestione di fondi strutturali; vigilanza sull'ENIT, sull'Automobile Club d'Italia e sul Club Alpino Italiano.

## Ministri del Turismo
- Ministri del turismo e dello spettacolo della Repubblica Italiana.

L'elenco contiene, in verità, i nominativi di tutti i ministri del turismo dall'istituzione del dicastero nel 1959, da parte del Governo Segni II. Da notare che è formalmente soppresso dal 1993. Viene successivamente ricostituito solo come Dipartimento nell'ambito della Presidenza del Consiglio dei ministri nel 2006 dal Governo Prodi II.

## Attività
Il 15 luglio 2009 è stato presentato il nuovo Portale del turismo italiano Italia.it (ancora in Versione Beta). Italia.it torna on-line il 16 luglio 2009, dopo la presentazione in conferenza stampa che si è svolta mercoledì 15 luglio 2009 alle ore 18.00 a Palazzo Chigi presso la sala dei Galeoni alla presenza del Presidente del Consiglio Silvio Berlusconi, del Ministro del Turismo, Michela Vittoria Brambilla, e del Ministro per la Pubblica Amministrazione e l'Innovazione, Renato Brunetta. Alla conferenza la presentazione del progetto relativo al nuovo Portale del turismo con la descrizione dei temi, delle modalità e dei contenuti.